# Mary Ann Jackson
Mary Ann Jackson (Los Angeles, 14 januari 1923 - aldaar, 17 december 2003) was een Amerikaans actrice.
Jackson rolde het vak in, omdat haar moeder en oudere zus ook actrices waren. Haar zus was ook een kindster en werkte in films samen met grote sterren, waaronder Rudolph Valentino en D.W. Griffith. Zelf begon ze in films te spelen vanaf 1925.
Jackson werd lid van de Our Gang cast in 1927 en was in de eerste korte film te zien in 1928. Jackson speelde de rol van een tomboy tot en met 1931.
In een artikel vertelde Robert McGowan het liefst samen te werken met kinderen zonder eerdere acteerervaringen. "Voor Jackson moest hij wel een uitzondering maken". Na de serie speelde Jackson nog in enkele films. Toch had ze een jongensachtige uitstraling, wat niet werd gewaardeerd in de media. Zelf vond ze Hollywood ook maar niks.
Jackson stierf op 17 december 2003 aan een hartaanval. Haar dood werd pas aangekondigd in april 2005.

## Filmografie (selectie)
- Smith's Baby (1926); short
- Boxing Gloves (1929); short
- Bouncing Babies (1929); short
- Teacher's Pet (1930); short
- Love Business (1931); short
- Laughing Sinners (1931); onvermeld
- Stage Mother (1933); onvermeld
- Her First Beau (1941); onvermeld